# یان باینس
یان باینس (انگلیسی: Jan Baeyens؛ زادهٔ ۱۶ ژوئن ۱۹۵۷) دوچرخه‌سوار اهل بلژیک است.